# Limotettix beameri
Limotettix beameri är en insektsart som beskrevs av Medler 1958. Limotettix beameri ingår i släktet Limotettix och familjen dvärgstritar. Inga underarter finns listade i Catalogue of Life.